# مانويل فريدريك
مانويل فريدريك (بالإنجليزية: Manuel Frederick) هو لاعب هوكي الحقل هندي، ولد في 1948.

## وصلات خارجية
- مانويل فريدريك على موقع أوليمبيديا (الإنجليزية)